# Toma Bašić
Toma Bašić (* 25. November 1996 in Zagreb) ist ein kroatischer Fußballspieler, der aktuell bei Lazio Rom unter Vertrag steht.

## Karriere

### Verein
Bašić begann seine fußballerische Karriere beim NK Dubrava kabel, wo er bis 2007 spielte. 2007 wechselte er zum NK Zagreb, wo er bis 2014 spielte. Anschließend wurde er von den Scouts von Hajduk Split. Für die Saison 2014/15 wurde er in die zweite Liga an den NK Rudeš verliehen. Beim NKR debütierte er am 16. August 2014 (1. Spieltag) gegen den NK Hrvatski dragovoljac. Im Spiel darauf traf er das erste Mal für seinen neuen Verein, als er gegen den NK Imotski zum 3:1-Siegtreffer traf. Die gesamte Saison über lief er 25 Mal auf und traf dabei zweimal. Nach seiner Rückkehr gab er sein Debüt für Split gegen den NK Lokomotiva Zagreb am 10. August 2015 (5. Spieltag). Am 14. Mai 2016 (36. Spieltag) schoss er sein erstes Tor gegen seinen Exverein, den NK Zagreb, als Hajduk 3:2 gewann. In der gesamten Spielzeit 2015/16 war er jedoch meistens auf der Reservebank und spielte nur vier Ligaspiele. In der Folgesaison etablierte er sich als Stammspieler und spielte 28 Mal in der Liga, wobei er fünf Tore, worunter sich auch ein Doppelpack befand, schoss. Außerdem kam er am 14. Juli 2016 das erste Mal in einem internationalen Spiel zum Einsatz, als er gegen Politehnica Iași in einem Europa-League-Qualifikationsspiel in der Startelf stand. Auch in den nächsten Qualifikationsspielen kam er zum Einsatz und somit lief er fünf Mal in der EL auf. Auch 2017/18 war er im Mittelfeld gesetzt und traf in 27 Spielen dreimal und er schied mit Hajduk im Finale gegen Dinamo Zagreb aus.
Nach der Saison wechselte er für 3 einhalb Millionen Euro in die Ligue 1 zu Girondins Bordeaux. In der Ligue 1 debütierte er am 12. August 2018 (1. Spieltag) gegen Racing Straßburg. Sein erstes Tor schoss er am 17. Februar 2019 (25. Spieltag) bei einem 2:1-Sieg über den FC Toulouse. In der gesamten Saison lief er wettbewerbsübergreifend und vereinsübergreifend 30 Mal auf und traf dabei dreimal. In der darauf folgenden Saison spielte er lediglich 15 Mal in der Liga, wobei er einen Treffer erzielen konnte. In der Saison 2020/21 wurde er endgültig zum Stammspieler und lief in 34 Spielen auf und schoss vier Tore.
Ende August 2021 wechselte er für sieben Millionen Euro in die italienische Serie A zu Lazio Rom. Bei einer 0:2-Niederlage gegen die AC Mailand spielte Bašić das erste Mal in der Serie A, nachdem er in der 74. Minute ins Spiel kam. Sein erstes Tor für den Verein schoss er bei seinem Startelfdebüt in der Europa League, als er mit seinem Team gegen Lokomotive Moskau gewann.
Die Rückrunde der Saison 2023/24 verbrachte er als Leihspieler bei der US Salernitana.

### Nationalmannschaft
Bašić spielte jeweils achtmal für U19 und U21 der Kroaten. Am 11. November 2020 debütierte er für die A-Nationalmannschaft gegen die Türkei. Insgesamt lief er in diesem und in einem Nations-League-Spiel auf.

## Erfolge
- Vize-Sieger des kroatischen Fußballpokal: 2017, 2018